# Aetheolirion stenolobium
Aetheolirion stenolobium är en himmelsblomsväxtart som beskrevs av Lewis Leonard Forman. Aetheolirion stenolobium ingår i släktet Aetheolirion och familjen himmelsblomsväxter. Inga underarter finns listade.